# Enargia confluens
Enargia confluens là một loài bướm đêm trong họ Noctuidae.